# Aciphylla colensoi
Aciphylla colensoi es una especie de planta perteneciente a la familia  Apiaceae. Se encuentran en las principales islas de Nueva Zelanda, en altitudes de 900m a 1500 m s. n. m.

## Descripción
Es una planta herbácea individual que puede alcanzar los 90 cm de diámetro y la mitad de altura, consiste en fuertes espinos que salen desde el centro. Las flores amarillas están situadas en los fuertes tallos.  

## Taxonomía
Aciphylla colensoi fue descrita por Joseph Dalton Hooker y publicado en Handbook of the New Zealand Flora 92, en el año 1864.
Sinonimia
- Aciphylla colensoi var. conspicua Kirk basónimo[2]